# Tommy Bonnesen

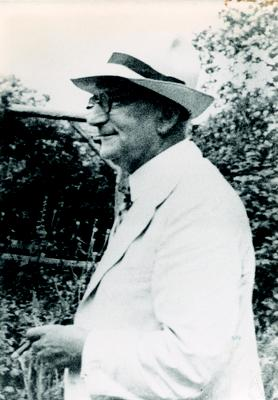
Tommy Bonnesen

Tommy Bonnesen (* 27. März 1873; † 14. März 1935) war ein dänischer Mathematiker.
Bonnesen studierte an der Universität Kopenhagen, wo er 1902 mit der Arbeit Analytiske studier over ikke-euklidisk geometri (Analytische Studien über nichteuklidische Geometrie) promoviert wurde. Er war Professor für Darstellende Geometrie am Polytechnikum in Kopenhagen.
Er befasste sich mit konvexer Geometrie (er schrieb darüber ein Buch mit seinem Schüler Werner Fenchel) und ist wegen nach ihm benannter Ungleichungen bekannt, die die Isoperimetrische Ungleichung verallgemeinern (mit Verwendung der Radien der In- und Umkreise der konvexen Figuren).
Mit Harald Bohr gab er lange Jahre die Matematisk Tidsskrift der Dänischen Mathematischen Gesellschaft heraus.
Seine Tochter war die Theater- und Filmschauspielerin und Musikerin Beatrice Bonnesen (1906–1979). Seine Tochter Merete Bonnesen (1901–1980) war Journalistin bei der Zeitung Politiken.

## Schriften
- Analytiske Studier over ikke-euklidisk Geometri, Kopenhagen 1902
- Les Problèmes des Isopérimètres et des Isépiphanes, Paris, Gauthier-Villars 1929
- Extréma liés, Kopenhagen 1931
- Mit Werner Fenchel: Theorie der konvexen Körper (= Ergebnisse der Mathematik und ihrer Grenzgebiete, 1. Folge. Band 3). Julius Springer, Berlin 1934, ISBN 978-3-642-47131-5, doi:10.1007/978-3-642-47404-0 (korrigierter Reprint 1974).
  - Englische Übersetzung: Theory of convex bodies, Moscow (Idaho), BCS Associates 1987